# Castello di Lisignano
Il castello di Lisignano è un fortilizio situato a Lisignano, località del comune italiano di Gazzola, in provincia di Piacenza.
Il castello è situato sulle prime propaggini dell'Appennino ligure, sulla sponda destra del torrente Luretta, nei pressi del punto in cui la val Luretta trova il suo sbocco in pianura, a breve distanza da Agazzano, capoluogo dell'omonimo comune confinante con Gazzola, dove si trova, sulla sponda opposta del Luretta un altro castello.

## Storia
Lisignano è, probabilmente, il Licinianus citato all'interno della tabula alimentaria traianea, il quale era un fondo adibito ad attività nell'ambito dell'agricoltura. In seguito, Lisignano viene citato all'interno di un atto di cessione risalente all'800 nel quale il giudice Albizzone donava al monastero di San Savino di Piacenza una superficie di 800 pertiche comprendenti alcune costruzioni e campi atti alla coltivazione della vigna.
La prima citazione riguardo all'esistenza di un castello a Lisignano, costruzione che, tuttavia, doveva essere stata edificata in precedenza, durante il XII secolo, risale al 1203, mentre nel 1244 vi è documentato il soggiorna del marchese di Hohenburg, il quale, vicario al servizio dell'imperatore Federico II, compie diverse incursioni nel territorio compreso tra la val Luretta e la val Tidone con scopi intimidatori.
Successivamente, un nuovo castello viene costruito nella zona per volontà della famiglia Arcelli. Alla metà del Trecento l'edificio è di proprietà di Giovanni Pagani il quale, dopo la sua morte, lo trasmette ai figli della sorella Pellegrina che aveva sposato un membro della famiglia Anguissola. Alla scomparsa della signora, l'edificio, che si trovava in condizioni precarie a causa di un incendio, viene venduto dal marito, che lo amministrava in qualità di tutore, Giovanni, Giacomo e Guglielmo Figliagaddi. Nel XIV secolo l'edificio entra tra i beni dei condottieri e Nicolò e Jacopo Piccinino, prima di ritornare in possesso degli Arcelli.
Dopo essere diventato di proprietà dell'ospedale grande di Piacenza nel 1630 dopo la dipartita dell'ultimo proprietario Maurizio Baldini, nel 1632 la costruzione viene comprata da Giuseppe Rizzalotti, al quale succedono, prima la moglie Ortensia Leoni, poi, i nipoti Melchiorre e Francesco Leoni, i quali vantavano origini catalane e che, nel 1680, vengono investiti conti, dopo aver completato l'acquisto del territorio di Lisignano dalla Camera Ducale farnesiana.
Negli ultimi anni del XVII secolo gli interni del castello subiscono diverse modifiche in modo da essere adattati a residenza nobiliare: le modifiche, il cui progetto viene redatto da Ferdinando Galli da Bibbiena includono lavori all'esterno dell'edificio, con il lato orientale che viene decorato con diversi elementi architettonici e affreschi i quali danno su una corte ad arco, mentre a sud dell'edificio viene creato un piccolo boschetto al cui centro viene posta una scultura rappresentante Ercole intento a uccidere il leone di Nemea.
Le trasformazioni continuano nel XVIII secolo quando viene realizzato un doppio porticato a quattro fonici di gusto barocco, nonché la grande scala che permette l'accesso al piano nobile dell'edificio.
Nei primi anni del XIX secolo l'edificio fu ceduto dai conti Leoni alla famiglia Mestri.
Nella seconda guerra mondiale, nell'ambito della resistenza partigiana, il castello ospita il futuro storico e scrittore Angelo Del Boca, membro di una formazione delle Brigate Giustizia e Libertà il quale si era rifugiato a suo interno per sfuggire alle truppe nazifasciste. In seguito, Del Boca, sposando Maria Teresa Maestri, diviene proprietario dell'edificio.

## Struttura
Il castello si presenta come una fortificazione isolata circondata da un fossato le cui acque provengono dal corso del Luretta e che viene sopravanzato da un ponte levatoio con bolzoni in materiale ligneo e catene che, originariamente, poggiava su di un battiponte. La pianta del forte è rettangolare con 4 torri angolari di forma rotonda. Sul lato nord-orientale dell'edificio è presente il portico barocco, aggiunto durante i lavori di rifacimento settecenteschi, mentre sugli altri tre lati sono visibili i resti di alcuni affreschi che riprendono il motivo del loggiato. Pur caratterizzate da lunghezze simili, le quattro diverse facciate del castello presentano alzati diversi: mentre i prospetti nord-occidentale e nord-orientale si presentano della stessa altezza delle torri angolari, la facciata sud-orientale si presenta più bassa, mentre quella sud-occidentale è caratterizzata da uno sviluppo su due livelli.
Sul lato meridionale, di fronte all'ingresso, si trova, all'interno di un boschetto, un ninfeo dove è presente la statua di Ercole vincitore sul leone Nemeo, la quale venne aggiunta alla fine del XVII secolo. Gli interni presentano stanze di grandi dimensioni con l'ampio utilizzo dell'illuminazione naturale, mentre i soffitti sono realizzati a vela e con lunettoni. Al di sotto della torre principale si trova un angusto locale che, originariamente, aveva la funzione di prigione e che era accessibile unicamente tramite una botola aperta nel soffitto dell'ambiente per mezzo della quale i galeotti venivano calati dall'alto. Secondo la tradizione, a partire dalla prigione partirebbe uno stretto cunicolo che, sottopassando il torrente Luretta, metterebbe in comunicazione il castello con il maniero di Agazzano.